# چاغیرگان‌لی (یورغیر)
چاغیرگان‌لی (به ترکی استانبولی: Çağırganlı) یک منطقهٔ مسکونی در ترکیه است که در یورغیر واقع شده‌است.